# إدموند س. هايند
إدموند س. هايند (بالإنجليزية: Edmund C. Hinde)‏ هو كاتب يوميات ومؤرخ أمريكي، ولد في 4 أبريل 1830 في يوربانا في الولايات المتحدة، عَمل كمنقب عن الذهب، لذا حياته كانت مليئة بالمصاعب المختلفة. كان يحتفظ بمذكرات عن حياته اليومية، وعندما توفي في 20 ديسمبر 1909 في ريفرسايد في الولايات المتحدة. قام ابنه هاري بالتبرع باليوميات لمكتبة ولاية كاليفورنيا، حيث قدمت المذكرات العديد من المعلومات في مختلف المواضيع.